# Ciri (personnage)
Pour les articles homonymes, voir Ciri.
 (décembre 2021).
Si vous disposez d'ouvrages ou d'articles de référence ou si vous connaissez des sites web de qualité traitant du thème abordé ici, merci de compléter l'article en donnant les références utiles à sa vérifiabilité et en les liant à la section « Notes et références ».
Cirilla Fiona Elen Riannon, ou Ciri, est un personnage de la série littéraire de fantasy Le Sorceleur écrite par Andrzej Sapkowski et publiée en France par Bragelonne. Ciri y joue un rôle clé dans l'intrigue. Elle apparait aussi dans The Witcher, la série de jeux vidéo adaptée des romans et éditée par CD Projekt Red ainsi que dans la série The Witcher, diffusée à partir de 2019.

## Ciri dans la saga littéraireLe Sorceleur
- Si vous ne connaissez pas le sujet, laissez ce bandeau (vous pouvez alors contacter les auteurs).
- Si vous supprimez le contenu mis en cause (vous pouvez préalablement contacter les auteurs),

argumentez précisément cette suppression dans la page de discussion
(un manque de référence n'est pas un argument ; une recherche réelle de référence doit avoir été effectuée, être formellement documentée).

### Une question de prix
Une question de prix fait partie du premier recueil des nouvelles écrites par Andrzej Sapkowski, intitulé Le Dernier Vœu. Il met en scène les aventures du sorceleur Geralt de Riv. Cette nouvelle en particulier ne parle pas directement de Ciri mais explique ce qui la lie à Geralt.
Le sorceleur est invité à un banquet à Cintra en l'honneur de la princesse Pavetta alors âgée de quinze ans, à qui doivent être présentés pour cette occasion plusieurs prétendants. Évidemment, le sorceleur n'est pas à l’aise dans son pourpoint, plus adapté aux activités mondaines qu’au combat, et plus généralement à ce genre de festivité. En effet, Geralt déteste la compagnie des nobles et ce encore plus lors d’occasions qu'il ne peut pas fuir, d’autant plus qu’il a été invité par la reine Calanthe de Cintra en personne afin de réaliser un contrat dont il ne sait rien. Geralt souhaite en savoir plus car en tant que sorceleur, il ne réalise jamais un travail sans savoir précisément de quoi il retourne. La reine de Cintra concède cependant qu’il sera question de tuer un monstre, sans préciser sa nature.
Le « monstre » ne tarde cependant pas à se montrer et prend la forme d’un chevalier faisant irruption dans la réception afin de, comme ses congénères de nobles lignées, demander la main de la jeune Pavetta. Il s'appelle Hérisson d’Erlenwald et il a un argument de taille pour prétendre avoir un droit légitime à épouser Pavetta : le droit de surprise. C'est un serment fait par un homme à un autre, qui généralement prend la forme du sauvetage de l’un par l’autre et, en récompense, le sauveur réclame au sauvé quelque chose qu'il possède déjà mais dont il ignore encore l'existence. C’est ce qui s’est passé avec Hérisson d’Erlenwald, dit Duny, qui sauve le défunt roi de Cintra Roegner de Salm, le père de Pavetta, et lui demande en échange ce qu’il possède déjà mais dont il ignore encore l’existence. Ici, dans le cas de Duny et de Roegner, il s’avère que la surprise fut Pavetta dont Calanthe accouche au retour du roi. Lorsque Duny expose ses droits, l’assemblée est plus ou moins unanime quant à sa légitimité car le droit de surprise est sacré et ne pas le respecter c’est défier la destinée.
Cependant Calanthe est bien décidée à empêcher l’union de sa fille unique à Duny, elle lui demande donc de retirer son casque et tous peuvent alors voir le visage animal du chevalier : un visage de hérisson. L’assemblée est terrifiée et Geralt voit enfin de quel monstre il s’agit : cependant il n’est pas dupe comme le reste des personnes présentes et devine assez bien qu’il s’agit d’une malédiction. Il refuse donc et malgré les ordres et menaces proférées par Calanthe d'abattre Duny. Il prend même au contraire son parti dans le combat qui se déclenche alors, opposant le sorceleur, Duny, Eist Tuirseach et quelques autres, aux reste des convives et à la garde de Calanthe. Mais le chevalier maudit est mis à terre et alors qu’il va succomber, Pavetta se met à hurler et ses pouvoirs s'expriment : l’intégralité du mobilier se met à tournoyer dans la salle et les convives sont projetés contre les murs, Pavetta est entourée d’une sphère verdâtre impossible à pénétrer et continue à hurler d'un cri horrible. Geralt et Sac-à-Souris sont les seuls à pouvoir faire quelque chose et après plusieurs essais de leurs pouvoirs combinés, ils réussissent à briser la sphère entourant la princesse.
Alors que tous se relèvent, il apparaît clairement à Sac-à-Souris que Pavetta est la détentrice du Sang ancien et la descendante de Lara Dorren. De plus Calanthe, reconnaissant ici l’œuvre de la destinée, décide de ne plus s'opposer à l’union de Duny et Pavetta, et elle-même accepte la demande en mariage d'Eist. Mais Calanthe fait plus qu’accepter l’union entre sa fille et le chevalier maudit, car en autorisant ce mariage et du coup l’amour qui unit les deux, elle lève la malédiction pesant sur Duny. Ce dernier tenant à remercier Geralt sans qui cela n'aurait pas été possible, lui demande ce qu’il souhaite, et le sorceleur invoque donc le droit de surprise au grand désarroi de Calanthe. C’est alors que Pavetta vomit, annonçant ainsi la naissance prochaine de Ciri.

### L'Épée de la providence
L'Épée de la providence est également un recueil de nouvelles, centré sur Geralt de Riv. Dans la nouvelle éponyme, Geralt et Ciri se rencontrent pour la première fois, dans la forêt de Brokilone.
La forêt de Brokilone est le territoire des dryades, un peuple exclusivement composé de femmes, impitoyables guerrières, expertes dans le maniement de l’arc, qui, avec le temps et le durcissement de la chasse aux non-humains par les humains, se sont radicalisées dans la défense de leur territoire. Ciri s’étant enfuie de la cour du roi Ervyll à Verden avec le fils du roi auquel elle est promise, l'escorte à leurs trousses tombe dans une embuscade tendue par des dryades. Ciri est capturée et ses poursuivants sont laissés pour morts. C'est là que nous retrouvons Geralt, envoyé par le roi Venzlav pour parlementer avec la reine des dryades Eithné. Après avoir tenté d’aider Freixenet, le voïvode d’Ervyll à Verden, et une connaissance de Geralt, il est capturé par les dryades. Normalement un homme étranger à Brokilone aurait été tué sur le champ, mais ce n’est pas la première fois que Geralt s’aventure dans la forêt sacrée et entretient une relation amicale avec la reine Eithné. Il est donc conduit vers Duén Canell : le lieu du chêne en elfique, le cœur de Brokilone. Prisonnier de la dryade Braenn, c’est en chemin qu’il rencontre pour la première fois Ciri alors elle-même en route pour Duén Canell. Cette première rencontre est quelque peu mouvementée car Geralt sauve Ciri de l’attaque d'un myriapode et car le caractère taciturne et direct du sorceleur frappe les manières royales de la princesse cintrasienne. Cependant le chemin pour arriver jusqu'au cœur de Brokilone est long, Ciri et Geralt ont tout le temps pour discuter et faire connaissance : dans la nouvelle, leurs interactions sont d’ailleurs très drôles et on ne peut que constater le lien puissant qui unit les deux personnages.
À leur arrivée à Duén Canell, Ciri est frappée par la beauté et l’originalité du lieu. Ils retrouvent aussi Freixenet, soigné par les dryades, ce qui étonne au plus haut point Geralt, qui était persuadé de la mort de son ami. Cependant les dryades n’ont pas l’intention de les laisser partir ou du moins seul Geralt est autorisé à quitter Brokilone car Freixenet doit rester parmi les dryades pour servir de reproducteur. Quant à Ciri, selon les traditions des habitantes de Brokilone, elle est destinée à devenir elle-même une dryade. Cependant pour ça, elle doit boire l’eau de la forêt et être acceptée par elle. Geralt ne l’entend pas de cette oreille et décide d'aller parlementer avec Eithné pour obtenir l’autorisation de partir avec Ciri. La reine de Brokilone refuse du moins en apparence car si elle fait boire à Ciri de l’eau, ce n’est pas celle de la forêt, ainsi la princesse de Cintra n’est pas accepté comme dryade : Eithné a préservé les traditions de son peuple tout en acceptant la requête de Geralt. La machination de la reine ne trompe cependant pas la perspicacité du sorceleur qui remercie Eithné et quitte la forêt en compagnie de Ciri.
Mais le voyage de retour ne se passe pas comme prévu : le duo atypique est pris en embuscade sur la route par un groupe de bandits. Le combat s’engage et Geralt fait la démonstration de ses talents de bretteur en venant à bout de la dizaine de brigands sans grande difficulté. Après l’affrontement, le sorceleur et sa protégée voient arriver un cavalier et Geralt reconnait le druide Sac-à-Souris, qui, exerçant la fonction de conseiller auprès de la reine Calanthe, connait Ciri depuis sa naissance et est venu la chercher. N’étant pas encore prêt à assumer le rôle qui lui est destiné auprès de Ciri et sachant que la jeune fille est entre de bonnes mains, Geralt décide de partir en laissant derrière lui Ciri qui le supplie de ne pas l’abandonner.

### Quelque chose en plus
Quelque chose en plus fait elle aussi partie du recueil L’Épée de la Providence, et succède à la nouvelle éponyme. Elle raconte les retrouvailles de Ciri et Geralt plusieurs mois après qu’ils se sont quittés dans l’histoire précédente. Elle est centrée autour de Geralt qui, après avoir été blessé lors d’un combat contre des monstres, divague et agonise dans la charrette de Yurga, le marchand qui l'a sauvé de ces monstres. Il apprend par Jaskier durant ses rêveries que Cintra a été attaquée et mise à sac par les Nilfgaardiens. Il pense immédiatement à Ciri et le barde lui dit qu’elle est sans doute morte. Geralt est alors pris de profonds remords et, refusant d'accepter la mort de Ciri, décide de se rendre à Cintra et de retrouver la jeune fille.
La réalité est tout autre car pendant que Geralt divague, il est soigné par une magicienne qu’il prend pour sa mère. Sauvé de la mort, il n’est cependant pas en état de reprendre la route et il est conduit par Yurga à sa ferme où l’attend sa femme et ses fils. À son arrivée, le sorceleur n’en croit pas ses yeux car Ciri se trouve là devant lui, le regardant de ses grands yeux verts. Ils se précipitent l’un vers l’autre et s’étreignent fort en se promettant de ne plus se quitter.
Ils se retrouvent doublement liés par la destinée car, pour remercier Geralt de l'avoir sauvé d'une bande de goules, Yurga propose au sorceleur le droit de surprise sans savoir que, chez lui, son épouse a recueilli Ciri, devenant pour la deuxième fois la surprise de Geralt.

### Le Sang des Elfes
Après de nombreuses années et de rudes épreuves, le destin finit par réunir à nouveau Geralt et Ciri. Le sorceleur emmène donc sa jeune protégée à Kaer Morhen, la forteresse des sorceleurs de l’École du Loup. Là, Ciri va commencer sa formation de sorceleuse dispensée par Geralt, Vezemir, Eskel, Lambert et Coën. Elle est entraînée comme les jeunes garçons amenés à devenir de futurs tueurs de monstres. Son entrainement se compose de séances d’escrime qui varient en difficulté avec notamment l’ajout du fameux pendule, de séances de pure renforcement physique avec le parcours de la Voie, un parcours d’obstacles particulièrement difficile qui vise à développer la force physique mais aussi mentale, ainsi que l'endurance et la rapidité des apprentis sorceleurs. Son éducation est plus ou moins laissée de côté car les loups lui enseignent surtout l’histoire et les savoirs que tout sorceleur doit posséder pour être efficace dans sa tâche.
Cependant Geralt et ses compagnons s’aperçoivent vite que Ciri n’est pas une jeune fille ordinaire, notamment au travers d’un incident nocturne durant lequel Ciri hurle et fait littéralement trembler toute la forteresse. Les sorceleurs décident donc de faire venir Triss Merigold, ainsi la magicienne familière de ces tueurs de monstres, qui pourra s’occuper de Ciri et diagnostiquer sa véritable nature. Triss ne déçoit pas et en très peu de temps, elle reconnait en Ciri une Source. Cependant elle admet ne pas avoir les capacités nécessaires pour éduquer la jeune fille en conséquence et commencer son apprentissage de la magie. Et il est décidé que Ciri serait emmenée à Ellander dans le temple de Melitele, dirigé par mère Nenneke, une bonne amie de Geralt. Là-bas elle suivra des enseignements généraux mais aussi spécialisés autour de la magie, dispensés par ni plus ni moins que la grande Yennefer de Vengerberg.
Geralt et Triss emmènent donc Ciri à Ellander et après un long et périlleux voyage, nos héros arrivent au temple de Melitele. Là, ils laissent Ciri entre les mains bienveillantes de mère Nenneke, qui va alors présenter la jeune fille à Yennefer. Au début, le courant ne passe clairement pas entre les deux, leurs caractères radicalement opposés faisant obstacle à leur bonne entente : Yennefer est très exigeante et rigide dans son approche éducative, et Ciri est très récalcitrante, rebelle et jalouse de Yennefer par sa beauté mais aussi à cause du lien unique qui l'unit à Geralt. De plus l’approche très stricte et dure de Yennefer vient rencontrer la bienveillance de Nenneke qui préférerait voir la magicienne montrer plus de prévenance et de gentillesse à l’égard de Ciri. Cependant, à mesure que le temps  passe, la magicienne et la sorceleuse s’ouvrent l’une à l’autre et s’installe alors la relation que peut avoir une mère avec sa fille : une relation basée sur l'amour. Grâce aux explications de Yennefer, Ciri commence à comprendre sa nature de Source ainsi que le rôle ambigu de la magie dans le monde : certains la considèrent comme un art, d’autres comme une science et certains encore comme l’incarnation du Chaos. En vérité, la magie c’est tous ces aspects en même temps, mais sa nature dépend surtout de celui qui l’utilise et à quel dessein.
La période que Ciri passe à Ellander est aussi pour elle la période où son corps change, elle devient progressivement femme, et ces changements l’inquiètent, la questionnent. À ce sujet, Yennefer est d’un grand réconfort car la magicienne répond à toutes ses interrogations, la rassure et l’accompagne dans son évolution. À côté de son apprentissage de la magie, Ciri a cependant du mal à s’intégrer à la communauté du temple, elle est très moquée par les autres jeunes filles car elle est différente, tant au physique qu'au mental. De plus, elle n’a pas à accomplir les tâches ménagères quotidiennes qui incombent aux apprenties du temple, ce qui rend celles-ci particulièrement jalouses. Cependant les jours heureux pour Ciri touchent à leur fin car la guerre entre les royaumes du Nord et Nilfgaard se profile et Yennefer décide qu’il est temps pour elle et sa jeune apprentie de quitter l’agréable temple de Melitele.

### Le Temps du mépris
Afin de faire entrer Ciri à l’école de magie d’Aretuza, Yennefer et la sorceleuse se dirigent vers Gors Velen, une ville portuaire du Nord de la Témérie, ce n’est pas la seule caractéristique de la cité car elle a pour particularité d’être voisine avec l'île de Thanedd, célèbre pour abriter les écoles de magie de Ban Ard et d’Aretuza. Nos deux voyageuses s’arrêtent d’abord dans une banque bien connue de Yennefer, où elle confie Ciri à un jeune homme, Fabio Sachs dit le jeune, qui doit veiller sur elle le temps que la magicienne règle ses affaires. Évidemment, Ciri, en véritable tête brûlée qu’elle est, commence à vouloir outrepasser les ordres de Yennefer, de rester prudentes. C’est ainsi que Ciri et Fabio se retrouvent au cœur du marché de Gors Velen. Au début curieuse et calme, la jeune sorceleuse finit par provoquer une terrible pagaille en se battant contre une wyvern. Le monstre, exposé comme une attraction pour le grand public, brise les barreaux de sa cage et attaque les spectateurs du macabre spectacle. Ciri présente sur les lieux, se saisit de son épée et engage le combat contre le draconide et ce dernier est vite mis hors d’état de nuire par la jeune fille. Les ennuis ne font cependant que commencer pour Ciri qui se retrouve nez à nez avec Tissaia de Vries et Margarita Laux-Antille. Les deux magiciennes ayant reconnu notre sorceleuse, elles l’emmènent dans une auberge. Là-bas elles retrouvent Yennefer aux bains et toutes trois se mettent à barboter sous les yeux de Ciri, qui joue le rôle de servante. Cependant, la jeune fille, sachant qu’elle va bientôt rentrer à Aretuza, souhaite revoir Geralt une dernière fois et le sachant dans le village voisin d’Hirundum, décide de fuguer par une porte dérobée de l’auberge. Durant sa fugue, elle est cependant prise pour cible par la Chasse sauvage. Elle parvient à rejoindre Geralt qui, voyant les cavaliers spectraux poursuivre sa protégée, se rue sur eux épée au poing. Yennefer apparait au même moment et tous deux réussissent à faire fuir la Chasse. Ciri quant à elle s’évanouit. Lorsqu’elle revint à elle, elle assiste aux retrouvailles mouvementées de Geralt et Yennefer et rencontre Jaskier qui l’aide à décrypter les comportements du sorceleur et de la magicienne.
Le soir même, nos quatre héros se rendent sur l’île de Thanedd et plus précisément au palais de Loxia dans lequel ils passent la nuit. La journée qui suit, à savoir le 30 juin 1267, Geralt et Ciri en profitent pour rattraper le temps qu’ils n’ont pas pu passer ensemble. Le soir de cette même journée, a lieu une soirée de bienvenue précédant la réunion des mages le lendemain. Yennefer et Geralt participent au banquet tandis que Ciri est confinée dans sa chambre. Le lendemain matin a lieu le célèbre soulèvement de Thanedd qui voit s’affronter le chapitre des magiciens scindé en deux : une partie soutenant les royaumes du Nord et l’autre l’empire de Nilfgaard. Les magiciens traîtres (ceux qui soutiennent Nilfgaard) commencent les hostilités et font entrer sur l’île des commandos de Scoia’tael et de Nilfgaardiens menés par respectivement par Isengrim Faoltiarna et Cahir Mawr Dryffryn aep Ceallach, tandis que ceux soutenant les royaumes du Nord emploient des escadrons de soldats rédaniens. Cependant l’un des magiciens renégats, Vilgefortz de Roggeveen, joue un double jeu car sa véritable intention est de capturer Ciri et il y parvient presque. En effet, Ciri après avoir affronté et vaincu Cahir (sans le tuer) se dirige vers la tour de la Mouette au centre de l’île et au somment de la laquelle se trouve un portail magique extrêmement instable, ce dernier cependant l’appelle et Vilgefortz est proche de l’attraper, elle n’a d’autre choix que d’entrer dans le portail. Son action a pour conséquence de détruire totalement la tour. Du fait de l’instabilité du portail, Ciri est éjectée dans un endroit qui lui est totalement inconnu : le désert de Korath, dans lequel elle erre pendant plusieurs jours, blessée par sa chute, assoiffée, affamée et désespérée car elle pense que tous ceux qu’elle aime l’ont abandonnée. Elle trouve finalement un allié très inattendu : une jeune licorne blessée qu'elle nomme Petit Cheval. La jeune fille et la licorne vont s’entraider mais cette douloureuse expérience va marquer durablement Ciri et lui donner un très fort ressentiment envers le monde. Elle est finalement trouvée par un groupe de bandits mandaté par les Nilfgaardiens pour la retrouver. Cependant les gredins ont bien l’intention de profiter de la jeune fille avant de la livrer à Nilfgaard et Ciri ne doit son salut qu’à l’intervention des Rats, une bande de jeunes bandits qui, venus libérer l’un des leurs, prisonnier avec Ciri, décide d’emmener notre sorceleuse avec eux. La bande de jeunes voyous compte cinq membres. Giselher en est le chef, elle comprend ensuite Étincelle, Asse, Kayleigh, Reef et Mistle. Ciri a au début du mal à s’intégrer. C’est cependant avec Mistle que Ciri a le plus d’affinités et les deux finissent par devenir amantes. Mais la sorceleuse reste méfiante et refuse de parler de son passé. De plus elle décide de tirer un trait sur son ancienne vie : elle se considère comme trahie par le monde en lequel elle croyait et à ce titre décide d’abandonner le nom de Ciri pour celui de Falka.

### Le Baptême du feu
Le Baptême du feu est plutôt centré autour de Geralt et de sa quête pour retrouver Ciri qu'il croit aux mains de l’empereur de Nilfgaard : Emhyr var Emreis. Elle ne l’est cependant pas et mène la vie d’une brigande nommée Falka au sein de la célèbre bande des Rats. Ciri commence d’ailleurs à se forger une certaine réputation car elle est la plus fine lame du groupe, mais elle prend aussi goût à répandre la terreur et à tuer. Et la bande s’attaque un jour à une calèche dans laquelle se trouve la fille du baron Casadei, un noble Nilfgaardien. La fille dudit baron est terrorisée par Kayleigh et par Ciri qui lui vole la broche appartenant à sa défunte mère, tout en proférant diverses menaces. La jeune fille est tellement traumatisée que même hors de danger et plusieurs jours après son agression, elle continue à se réveiller en hurlant. Son père décide de se venger et engage un chasseur de primes réputé : Léo Bonhart, pour lui ramener Falka, afin qu’il puisse exercer sa propre justice. Ce même Léo Bonhart a été engagé quelques mois plus tôt par Stefan Skellen dit Chat-Huant, le coroner de l’empereur de Nilfgaard, pour tuer Ciri parce que Chat-Huant joue double jeu et espère qu’avec la mort de Ciri, Nilfgaard se retrouvera dans une impasse pour la succession au trône, ainsi lui et quelques grands nobles comploteurs pourront fomenter un coup d’État qui aboutira à l’instauration d’une démocratie. Ciri et sa bande se retrouvent donc avec l’une des plus fine lame et chasseur de primes redouté de tous le continent.

## Ciri dans les autres médias

### The Witcher: Wild Hunt
The Witcher: Wild Hunt est le troisième opus de la série de jeux vidéo développé par le studios polonais CD Projekt Red, adapté de l'œuvre littéraire d’Andrzej Sapkowski, Le Sorceleur.
La trame principale du jeu prend place en 1272, en plein milieu de la troisième guerre Nordique. Après quatre ans d’absence, Ciri réapparait, elle a été vue dans la contrée de Velen, une région au nord de la Témérie ravagée par la guerre. Son père, l'empereur de Nilfgaard Emhyr var Emreis, charge Geralt de Riv de la retrouver. Ce dernier se lance dans une quête désespérée pour retrouver Ciri, elle-même poursuivie par la Chasse Sauvage. Ciri en effet voyage à travers les mondes depuis 1268, elle est en compagnie de l’elfe Avallac’h, qui lui apprend à maitriser ses pouvoirs, cependant malgré leurs efforts pour masquer leurs traces, la Chasse Sauvage les retrouve et les traque. Son périple l'emmène d’abord sur Ard Skellig où elle échappe de peu à la Chasse grâce à une rapide téléportation, qui l’amène à Velen dans les marais de Torséchine où elle réchappe des Moires. À Velen toujours, elle rencontre le baron sanglant, seigneur autoproclamé de Perchefreux qui l’aide et lui permet de rallier Novigrad dans la perspective de retrouver Geralt et Yennefer, là Ciri retrouve Jaskier. Ciri souhaite réparer un phylactère, un instrument lui permettant de lever la malédiction d’Avallac’h. Pour ce faire, Jaskier la met en contact avec le Petit Bâtard, un des barons de la pègre de Novigrad, qui est le seul à pouvoir le lui réparer. Il se joue d’elle et Ciri est obligée de fuir à nouveau sur l’île d’Hindarsfjall dans l’archipel de Skellige et plus précisément le village de Lofoten, cependant la Chasse la retrouve à nouveau et lance l’assaut sur le village. Ciri en réchappe et Avallac’h la téléporte alors sur l’île des Brumes pour la cacher d’Eredin. Pour ça, il la plonge dans un état proche de la mort. C'est là après une longue et périlleuse enquête que Geralt la retrouve. La croyant morte, il s’effondre, la prend dans ses bras, on assiste alors un émouvant souvenir de Geralt dans lequel lui et Ciri alors enfant se retrouvent après leur première rencontre dans la forêt de Brokilone. Ce souvenir mutuel ramène alors Ciri à la vie et elle enlace Geralt, cette scène est d’autant plus émouvante que l’on sait le lien extrêmement fort qui unit les deux personnages. Cependant ils sont tirés de leurs heureuses retrouvailles car la Chasse Sauvage les retrouve et nos deux héros sont obligés de fuir à Kaer Morhen. Arrivés dans le bastion des sorceleurs, ils sont accueillis par Vezemir, Ciri entame alors d’émouvantes retrouvailles avec énormément de personnes qu’elle a rencontrées durant sa vie, parmi lesquelles : les sorceleurs Vezemir, Eskel et Lambert, les magiciennes Triss Merigold et Keira Meitz (selon les choix du joueur), le nain Zoltan, le druide Sac-à-Souris, Hjalmar Gueule-en-Coin et évidemment Yennefer de Vengerberg qui est pour Ciri une véritable mère. Cependant, les réjouissances sont de courte durée car la Chasse arrive et des préparations doivent être faites pour assurer la défense de la forteresse et surtout pour assurer la protection de Ciri, car tous sont venus dans un seul et unique but : la protéger coûte que coûte d’Eredin et de ses cavaliers.
Le combat débute donc et malgré l’incroyable bravoure et la ténacité de ses défenseurs, la forteresse est submergée par les guerriers de la Chasse. Apparait alors Eredin, le roi de la Chasse ainsi que ses deux lieutenant Imlerith et Caranthir. Ils sont venus réclamer Ciri, cette dernière, ayant désobéi aux ordres de Geralt, s’est jointe au combat et est proche de se faire capturer lorsque Vezemir s'interpose. S’ensuit alors un combat entre le vieux sorceleur et Imlerith, gagné finalement par le guerrier elfique. Ciri voyant son oncle tomber, mort, laisse exploser sa rage et son chagrin. L’incommensurable puissance qu’elle laisse échapper est telle qu’Eredin et ses guerriers sont obligés de se replier. La victoire est obtenue mais à un prix exorbitant : la vie de Vezemir. S’ensuivent ses funérailles auxquelles Ciri folle de chagrin n’arrive pas à assister, elle s’empare du médaillon de son oncle et quitte les obsèques. Le lendemain, le joueur est face à un choix qui est décisif dans le destin de Geralt et Ciri : soit il choisit d’emmener Ciri à Emhyr, ou alors il peut choisir d’accompagner Ciri au Sabbat se tenant dans les marais de Torséchine et auquel Imlerith assistera. Après l’avoir joué à pile ou face, il est décidé que Geralt combattra le guerrier de la Chasse tandis que Ciri affrontera les moires. Tous deux sortent vainqueurs de leur combat avec un arrière-goût amer pour Ciri car elle ne réussit à tuer que deux moires sur trois et la dernière s’enfuit en volant le médaillon de Vezemir.
La mort d'Imlerith redonne du courage à nos protagonistes qui y voient l’occasion rêvée et unique pour passer à l’offensive et mettre un terme à l’existence d’Eredin et de ses guerriers. Un plan audacieux en deux étapes et alors mis en place : la première partie se déroule à Novigrad. Geralt accompagné par Avallac’h se rend dans le monde Aén Elle pour convaincre Ge’els, un proche conseiller d’Eredin mais aussi un fervent partisan du précédent roi (assassiné par Eredin), de ne pas soutenir le roi de la Chasse Sauvage en lui envoyant des renforts quand il en aura besoin. Puis Yennefer et le sorceleur tentent de reformer la Loge des Magiciennes en délivrant Margarita Laux-Antille, Shaela de Tancarville et Fringilla Vigo, puis en retrouvant Philippa Eilhart.
La seconde partie du plan se déroule sur les rivages de l’île d’Undvik dans l’archipel de Skellige et elle consiste dans les grandes lignes à livrer le combat final contre la Chasse en attirant Eredin grâce à la Pierre de Soleil, un puissant artefact elfique. C’est aussi l’occasion pour Ciri de visiter le laboratoire d'Avallac'h et de comprendre l’intérêt qu’il lui porte : en effet Ciri est la dernière descendante de la lignée de Lara Dorren dont Avallac’h était épris mais elle est aussi la dernière détentrice du Sang Ancien.
Les préparatifs pour le combat commencent et après une réunion de dernière minute, il est décidé que Ciri ne participera pas à l’affrontement. Cette dernière n'est évidemment pas d’accord et alors que la bataille commence, elle fausse compagnie à Avallac’h pour se joindre au combat. Son audacieuse décision lui permet d’affronter le dernier lieutenant d’Eredin, le navigateur Caranthir et même si elle ne parvient pas à le tuer, elle brise son bâton magique et permet à Geralt de l’achever. Le sorceleur se dirige alors vers le Naglfar (le navire de la Chasse) afin d’affronter Eredin, le Loup Blanc sort vainqueur de l’affrontement et alors que le roi de la Chasse est sur le point de succomber à l’épée du sorceleur, il révèle à Geralt qu’Avallac’h s’est joué d’eux. En effet ce dernier a bien compris que la Chasse Sauvage n’est pas la plus grande menace à laquelle doivent faire face les protagonistes, le véritable ennemi est le Froid Blanc annoncé par la prophétie d’Ithlinne, qui dit : « Le Blizzard du loup approche, l'ère de l'épée et de la hache, le temps de la Lumière Immaculée, le Temps du froid immaculé, le temps de la Folie, le temps du Mépris. Tedd Deireadh, l'Âge Ultime. Le monde périra dans la glace et renaîtra sous un nouveau soleil. Né à nouveau du Sang Ancien, d'Hen Ichaer, d'une graine plantée. Une plante qui ne poussera pas : elle prendra feu ! » Et la seule personne pouvant arrêter le Froid Blanc n’est autre que Ciri car elle est la détentrice du Sang Ancien. À cette fin, elle s’est rendue dans la vieille citadelle elfique sur l’île d’Undvik : Tor Gvalch’ca. Elle est décidée, elle va sauver le monde en accomplissant sa destinée. Après une émouvante et dernière conversation avec Geralt, elle pénètre dans la dimension du Froid Blanc par un portail.
Plusieurs fins sont alors possibles pour notre Ciri. La première et la plus heureuse est qu’elle arrive à vaincre le Froid Blanc, elle décide de revenir dans son monde et de prendre sa vie en main : elle choisit de suivre la voie des sorceleurs et écume les routes à la recherche de contrat avec Geralt.
La seconde est une fin douce-amère car Ciri parvient à vaincre le Froid Blanc mais décide afin de pouvoir influer sur son monde, de faire une différence, de prendre sa place d'impératrice de Nilfgaard auprès d’Emhyr. Durant le jeu, on comprend à demi-mot qu'Emhyr ne souhaite plus faire de Ciri, son épouse afin qu'elle lui donne le fils, qui selon son interprétation de la prophétie d'Ithlinne, sauvera le monde du Froid Blanc. Le jeu se terminant sur Ciri quittant Blanchefleur, accompagnée d'une troupe nilfgardienne, on ne connait pas son avenir en temps qu'impératrice sur le long terme. Cependant, l'extension Blood and Wine, nous donne quelques informations. En effet, dans les cas où on ne romance ni Yennefer ou Triss et où on a obtenue les fins une et deux décrites plus haut, c'est Ciri qui vient voir Geralt à Corvo Bianco. Quel que soit son destin (sorceleuse ou impératrice), elle raconte son quotidien à Geralt, et on apprend qu'Emhyr pendant ce temps, cherche à la former, elle doit connaitre les différentes provinces de son empire d'où sa visite à Toussaint.
Et la troisième et plus tragique conclusion est que Ciri parvient à vaincre le Froid Blanc mais ne revient pas, elle est donc présumée morte et Geralt terrassé par le chagrin et les regrets meurt possiblement dans les marais de Torséchine après avoir tué la dernière moire et repris le médaillon de Vezemir.

### The Witcher: La Malédiction des corbeaux
The Witcher : La Malédiction des corbeaux, édité par Urban Comics en 2019 est un comics prenant la suite de The Witcher : Wild Hunt. Ce roman graphique prend place dans la réalité où Ciri est devenu sorceleuse, et même si Geralt est le personnage principal de la série de comics, ce premier tome se concentre beaucoup plus sur Zireael et ces débuts en tant que jeune et première sorceleuse femme de l’histoire.
Nous retrouvons nos deux héros sur la route pour Novigrad, ils ont en effet été contacté pour effectuer un contrat concernant une strige. Sur la route les menant à la ville, ils connaissent différentes péripéties parmi lesquelles la rencontre avec un troll qui leur vaut un compagnon de voyage : Jayne une jeune femme qu’ils libèrent du monstre. Ils font face à l’attaque d’un loup garou et effectuent l’arrestation d’un tueur sur la tête duquel a été mis un contrat. Ce meurtrier n’est autre que Jayne ou plutôt un doppler ayant pris l’apparence de la jeune femme, ce dernier a cru pouvoir se cacher de deux sorceleurs, c’était sans compter sur les talents de détective de Geralt qui devine dès leur première rencontre, qui il est.
Nos sorceleurs arrivent finalement à Novigrad et, après un arrêt dans une auberge dans laquelle Ciri inflige une correction musclée à quelques fauteurs de troubles, ils se dirigent vers les thermes de Maerlina. La tenancière de cet établissement : Maerlina, n’est autre que la personne ayant émis le contrat concernant la strige. Elle leur explique que la créature sévit depuis maintenant 7 mois et que de nombreuses personnes ont péri de sa main, elle leur demande aussi d’enquêter sur la disparation de son fils Elid. Il s’avère que Ciri a déjà rencontré ce dernier quelques jours plus tôt, il était alors sous sa forme de corbeau. En effet Elid à la particularité de pouvoir se transformer en corbeau, ce n’est pourtant pas un lycanthrope, il a aussi pour particularité d’avoir pour père Ostrit, un sombre personnage lié au passé de Geralt. Les sorceleurs commencent donc leur investigation, c’était cependant sans compter sur l’arrivé de Yennefer, qui va chambouler leur enquête. Cette dernière, sous couvert d’avoir une autre mission à leur confier et de vouloir passer du temps avec eux, cherche en fait à écarter Ciri du danger que la strige représente. La prime proposée par Yennefer pour la mission étant plus alléchante, Ciri et Geralt refusent le contrat sur la strige et quittent Novigrad en compagnie de la magicienne. Cependant, durant la première escale qu’ils font dans une auberge, Geralt perce les vrais desseins de Yennefer, et Ciri passant alors devant la chambre de ses parents, entend leur dispute. Très énervée par ce qu’elle vient de découvrir, elle décide de jouer avec le feu et d’accomplir seule la mission que Yennefer lui confie. Mais plutôt que de se diriger vers la ville indiquée par la magicienne, la jeune sorceleuse décide de retourner à Novigrad pour affronter la strige dans l’idée de prouver qu’elle n’est plus une enfant mais une adulte doublée d’une combattante capable de se débrouiller dans n’importe quel contexte.
Une fois arrivé à Novigrad, elle commence à se préparer pour son affrontement avec le monstre : pour un sorceleur, cela se traduit par la préparation d’huile pour enduire l’épée en argent mais aussi la confection de potions et de bombes : ces différents outils sont indispensables dans un combat contre une créature quel qu’elle soit car ils offrent des avantages non négligeables. Dans le cas de Ciri, c'est d'autant plus vrai car, n’ayant pas subi l’épreuve des herbes, elle n’est pas optimisée comme l’est Geralt (il est a noté que très peu de sorceleurs sont optimisés comme lui, ce dernier ayant subi des mutations en plus de celle que l’ont fait aux futurs tueurs de monstres). Ciri ne peut pas non plus utiliser les différents signes (on appelle « signes », les cinq actions magiques rudimentaires mais très efficaces que peuvent utiliser les sorceleurs en combat), malgré son potentiel magique extraordinaire. Dans le même temps, elle reçoit la visite d’Elid qui vient la supplier de ne pas affronter la strige, craignant pour la vie de Ciri mais aussi pour celle de la créature. Ciri, évidemment sûre d’elle, ne prend pas au sérieux les avertissements du jeune garçon et se dirige vers le terrain de l’affrontement. Le combat s’engage et même si Ciri fait preuve d’une grande rapidité et technicité, la strige est une créature dont la puissance et la vélocité est redoutable, même pour un sorceleur expérimenté, et la jeune guerrière ne tarde pas à en faire les frais : le monstre la blesse à la tête grâce à une pierre, puis au flanc avant de la jeter à terre. Notre Ciri ne doit son salut qu’à l’intervention d’Elid, Geralt et Yennefer, prévenus par le jeune homme, dont la simple arrivée parvient à faire fuir la strige.
Le combat laisse Ciri aux portes de la mort et elle est emmenée rapidement dans l’auberge la plus proche afin que Yennefer puisse la soigner. Pendant que la magicienne tente de sauver notre héroïne, on assiste à la conversation entre Elid et la strige qui n’est autre qu'Eli, la sœur du jeune homme, fille de Maerlina et d’Ostrit. Elle cherche à se venger de Geralt, qu’elle tient pour responsable pour la mort de son père. Elid n’étant pas arrivé à convaincre sa sœur de laisser tomber son désir de vengeance, il repart à l’auberge et décide de raconter à Geralt, les événements qui ont amené à sa malédiction et celle de sa sœur : Eli et Elid ont grandi en temps de guerre, dans la famine et la pauvreté. Et pour remédier à la faim qui les tiraille, Eli choisi un jour, d’aller prélever de la chair humaine sur les cadavres peuplant un champ de bataille voisin. Elid, horrifié par ce que suggère sa sœur, choisit de fermer les yeux sur les agissements d’Eli mais vole tout de même la bague d’un mourant. Les deux enfants retournent dans leur village et la jeune fille commence à préparer le repas du soir, qui a tôt fait d’attirer les autres villageois, eux-mêmes affamés. Eli, à contre cœur, partage le contenu de son chaudron et voyant qu’il ne reste plus rien pour elle, son frère et sa grand-mère, révèle l’horrible ingrédient composant le repas ingurgité par les villageois. Ces derniers horrifiés, vomissent la mixture et maudissent Eli et Elid. Au petit garçon, pour avoir volé un mourant comme un vulgaire corbeau, oubliant ainsi sa dignité, ils le condamnent à se changer en ce même volatile. Et Eli, qui a osé les nourrir de chair humaine, faisant d’eux des monstres, les villageois la condamnent à n’avoir d’appétit que pour la chair humaine, la transformant ainsi en véritable abomination.
Geralt, après avoir écouté le récit du jeune homme, réussit à trouver la potion pouvant guérir Ciri : la mixture doit être préparée à partir du sang d’Elid. Geralt, après la fabrication de la potion, la fait boire à sa fille mourante. Le lendemain matin, Ciri se réveille, faible mais guérie. Le sorceleur décide alors qu’il est temps de mettre un terme à cette histoire et, accompagné par Yennefer et Ciri tout juste remise sur pied, il retourne à Novigrad, aux thermes de Maerlina. Cependant à leur arrivée, ils découvrent Maerlina mourante des mains d’Eli. Cette dernière est à côté de sa mère, le moment qu’elle attend depuis des années est enfin arrivé, elle va pouvoir se venger du sorceleur. L’affrontement débute d’abord entre Eli et Geralt, puis Ciri et Yennefer se joignent au combat. C’en est alors fini pour la strige qui, acculée par les flammes lancées par la magicienne, tente de convaincre Geralt de lever sa malédiction, ce dernier refuse arguant qu'Eli est « allée trop loin et ce il y a déjà bien longtemps ». La jeune fille meurt consumée par les flammes mais surtout par sa haine et son passé qu'elle n’aura pas su mettre derrière elle. Nos trois héros après cette aventure éprouvante s’interrogent sur ce qu’était Eli, car il est clair qu'elle n’était pas une strige, et même Geralt ne sait dire quel type de créature elle était ; il ne peut que rappeler l’évidence : Eli était maudite et était convaincue qu'il y avait un lien entre son malheur et la mort de son père. Ciri quant à elle s’interroge et s’inquiète du sort d’Elid, qui avec la mort de sa mère et de sa sœur, est seul. Geralt lui ne s’inquiète pas pour le garçon qui d’après son avis s’en sortira très bien et trouvera peut-être même son bonheur mais dans des lieux étranges.

### The Witcher(série Netflix)
Netflix en décembre 2019 sort sa propre adaptation de la saga littéraire d’Andrzej Sapkowski sous forme la forme d’une série. Actuellement seulement les saisons 1 et 2 sont disponibles. Ciri trouve son interprète en la personne de Freya Allan.
La série est assez libre dans son processus d’adaptation de l'œuvre originel d'Andrzej Sapkowski et notamment en ce qui considère le personnage de Ciri. En effet son histoire est quelque peu revue : si le contexte de sa naissance reste le même, sa rencontre avec Geralt et sa fuite après la prise de Cintra change beaucoup. Tout d’abord les scénaristes ont fait le choix de montrer à l'écran l'enfance de Ciri à Cintra et sa fuite hors de la ville lors de sa mise à sac. On découvre donc la relation qu’elle a avec sa grand-mère la reine Calanthe et son grand-père par alliance : le roi Eist Tuirseach. Mais aussi comment Ciri vit son statut de princesse, et, en ça les showrunner ont assez bien respecté le caractère de notre princesse, en en faisant une véritable tête brulée, très réfractaire à l’autorité. Ce qui va grandement changer par rapport au matériel d’origine, c’est la période où elle est en cavale après la prise de Cintra par les Nilfgaardiens. Sa fuite hors de la ville est assez fidèle aux livres car même si elle n’est pas racontée par Ciri, on connait le déroulement des événements grâce à Cahir qui, dans les romans, raconte à Geralt comment ça s’est passé. Ce qui change va être la période où elle est en cavale car Ciri, va connaitre l’épisode de Brokilone à ce moment-là et Geralt n’est pas inclus dedans. À la suite de son passage dans la forêt de Brokilone, Ciri est emmené par un doppler travaillant pour les Nilfgaardiens et ayant pris l’apparence de Sac-à-Souris (ce dernier est d’ailleurs tué par ce même doppler). Lorsque Ciri se rend compte de la supercherie, elle réussit à fuir et rencontre dans sa cavale la femme de Yurga, le fameux marchand qui dans la nouvelle Quelque chose en plus, prend soin de Geralt alors que celui-ci est mourant (ce qu’il fait également dans la série). Ciri refuse d’abord sa proposition de l’emmener avec elle, cependant, après une nuit durant laquelle elle est attaquée par des anciennes connaissances de sa vie passé à Cintra, et que Ciri les tue tous grâce à ces pouvoirs, elle accepte la proposition de la femme de Yurga. Elle emmène donc la jeune fille à sa ferme et commence à s’occuper de Ciri comme si c’était sa propre fille. Cependant la destinée est une entité puissante dans l’univers du sorceleur et ce, quelle que soit la plateforme sur laquelle est adapté l’œuvre d’Andrzej Sapkowski. Comme dans la nouvelle, Ciri et Geralt finissent par se retrouver, ou plutôt dans le cas de la série de se rencontrer pour la première fois tout en sachant déjà ce qu’ils représentent l’un pour l’autre.

## Cirilla Fiona Elen Riannon

### Un personnage complexe
Ciri est un personnage complet dont l’histoire est très développée aussi bien dans les livres que le troisième jeu vidéo. Bien que Geralt soit le personnage principal de l’univers, son histoire est intrinsèquement liée et souvent en réaction à celle de Ciri que l’on peut se demander si la saga du sorceleur n’est pas en fait la saga de la sorceleuse. L’auteur Andrzej Sapkowski ne considèrant pas le travail de CD Projekt RED comme étant la suite de son propre travail, il faut traiter la Ciri des livres et celle des jeux (ou du comics The Witcher : La Malédiction des corbeaux, dans la droite lignée de la Ciri du jeu) de manières distinctes.

#### Dans les livres
La quête initiatique de Ciri est développée par Andrzej Sapkowski au travers de cinq romans et d’une nouvelle, retraçant  les quinze premières années de sa vie et partagés avec le récit des aventures de Geralt. Le lecteur peut ainsi voir grandir le personnage de Ciri directement lorsque la narration adopte son point de vue, ou au travers des yeux des autres personnages, notamment Geralt.
C'est le cas lors de la première rencontre avec le personnage dans la nouvelle L’Epée de la Providence, où le sorceleur est frappé par le caractère bien trempé et royal de la jeune fille. Cette dernière est hautaine, dirigiste et insolente, sans doute en raison de son éducation princière mais aussi au tempérament de feu emblématique de sa famille : sa grand-mère, la reine Calanthe de Cintra dite « La Lionne » est aussi connue pour avoir ce caractère autoritaire. Ciri évolue au cours de la nouvelle et l’on découvre peu à peu la sensibilité de la jeune princesse qui s’adoucit au contact de Geralt et se comporte bien plus comme une enfant dont le besoin d’amour parental est évident, ayant été arrachée dès son plus jeune âge par la mort de ses parents. Mais si Ciri évolue, ce n’est pas dans le sens de l’ordinaire car sa nature, même couplée à son éducation et ses différentes expériences malheureuses ou heureuses, font d’elle une jeune femme hors du commun. En effet, Cirilla est un personnage difficile à cerner et même à décrire. Elle change sensiblement dès le premier roman Le Sang des Elfes, où Geralt l'emmène à la forteresse des sorceleurs Kaer Morhen. L’entrainement très dur auquel elle est soumise la change drastiquement, aussi bien psychologiquement que physiologiquement : elle se durcit mais son âme d’enfant est conservée par la présence de la magicienne Triss Merigold qui vient jouer le rôle de grande sœur pour Ciri, rôle qu’elle conservera d’ailleurs tout au long de la série de livres mais aussi dans le jeu vidéo. Les personnes avec qui Ciri interagit sont d’importants vecteurs dans son évolution et lui permettent souvent de recréer un ersatz de cellule familiale : Geralt et Yennefer vont ainsi jouer le rôle de parents, Triss Merigold le rôle de grande sœur, Vezemir celui d’oncle et Mistle le rôle de premier amour.
Les relations de Ciri influencent énormément la manière dont elle pense et ressent les choses mais aussi la manière dont elle agit. Et en fonction des personnages avec qui elle se trouve, elle va se comporter très différemment. Au début de son aventure, lorsqu’elle est encore avec Geralt, elle est curieuse, joviale et souhaite aider les autres, ce qui vient à merveille compléter le caractère très taiseux et taciturne du sorceleur. Au contact de Yennefer, elle trouve une figure maternelle qui la fait s’interroger sur ce qu’est être une femme dans un monde où le patriarcat est omniprésent. C’est aussi pendant cette période au temple de Melitele que son adolescence commence avec tous les questionnements personnels que cela entraîne, du changement de son corps jusqu’au premier signe d’attirance pour une autre personne. Les événements qui suivent la révolte de Thanedd vont grandement la changer car pour la première fois depuis longtemps elle se retrouve seule avec le sentiment d’avoir été abandonnée par tous ceux qu’elle aime et sa rencontre avec la bande des Rats, après sa longue errance dans le désert, va constituer la période où elle va le plus expérimenter : elle va connaitre au contact de Mistle, l’amour ainsi que les joies et les plaisirs qui l’accompagnent (première relation sexuelle). Mais cette période va aussi l’amener à accomplir des actes plus ou moins discutables. Cet esprit rebelle, ce mépris de la société et des mœurs, Ciri l’exprime par son changement de nom : elle prend celui de la terrible Falka qui, dans l’univers d’Andrzej Sapkowski, est une figure de révolte et de véritable terreur sanglante. Cependant, tous les personnages ne participent pas au développement heureux de Ciri et si les ennemis de notre sorceleuse lui permettent de se dépasser, ils peuvent aussi la tirer vers le bas : c'est notamment le cas de Léo Bonhart, qui contribue grandement à l’évolution de Ciri. C’est au travers du chasseur de primes qui massacre sa bande et lui inflige les pires tortures qu’elle découvre la cruauté du monde mais aussi celle des hommes. Bonhart détruit littéralement son monde : il massacre toute la bande des Rats et, comprenant le lien qui unit Ciri et Mistle, il la tue en dernier sous les yeux de son amante. Il représente pour Ciri son plus grand défi à surmonter car elle le craint de tout son être et redoute d’avoir à l’affronter de nouveau. Cahir Mawr Dyffryn aep Ceallach joue avant Léo Bonhart ce rôle similaire de terreur à affronter, le Nilfgaardien incarne pour Ciri la destruction de Cintra, la mort de sa grand-mère et par extension son innocence d'enfant jusqu’au roman Le Temps du Mépris. Dans les cas de Léo Bonhart et de Cahir, ce n’est qu’en faisant couler leur sang et en constatant de fait la nature mortelle des deux personnages qu’elle parvient à surmonter ses peurs et à gravir un nouvel échelon dans son évolution.
Le personnage de Ciri est intrinsèquement lié à la notion de destinée, cette même destinée qu’elle comme Geralt s’évertuent à ignorer jusqu’à ce qu’elle leur éclate à la figure. C’est au travers du personnage d'Avallac'h que Ciri prend conscience de qui elle est et de son rôle dans la préservation de l’univers mais aussi de la convoitise et de la fascination qu'elle fait naître chez les personnes de pouvoir. Cette constante convoitise et fascination pour son pouvoir par certains personnages comme Vilgefortz ou Avallac'h, certaines organisations comme la Loge de magiciennes ou même certains royaumes comme Nilfgaard ou ceux du Nord, vont pousser finalement Ciri à embrasser pleinement son destin. Elle décide d’apprendre à maîtriser ses pouvoirs pour ne pas laisser d'autres en abuser à son insu ou à de mauvais desseins. C’est cette volonté de faire le bien et de préserver les autres des mauvaises personnes qui vont maintenant guider Ciri.

##### Dans les jeux vidéo et les bandes-dessinnées
Andrzej Sapkowski ne considèrant pas la série de jeux développée par CD Projekt RED comme la continuité de son travail, le personnage de Ciri n’est pas canon dans l’univers des livres. Cependant, la sorceleuse telle que présentée dans le jeu Witcher 3 : The Wild Hunt (et telle que mentionnée dans les jeux précédents), est très fidèle à la représentation de l’auteur dans son œuvre. Ciri revient quatre ans après sa disparition en 1268, a environ 20 ans, c’est maintenant une jeune femme qui au contact de l’elfe Avallac’h a perfectionné sa maîtrise de la magie et de ses pouvoirs. Elle a aussi beaucoup voyagé, y compris au sein de mondes très différents du sien, son expérience en est donc considérablement enrichie, et elle est beaucoup plus mature, réfléchie et capable d'anticiper les conséquences de ses actes. Elle reste certes fougueuse, impulsive, courageuse et résolue, mais davantage réfléchie, méthodique et professionnelle dans son approche des différents problèmes qu’elle rencontre. D'une certaine manière, bien qu'éloignée de Geralt pendant des années, son caractère et son mode opératoire semblent s'être considérablement rapprochés de ceux du sorceleur. Tous ces aspects de sa personnalité s’expriment dans tous les grands moments du jeu mettant en avant les choix que Ciri doit faire pour accomplir sa destinée : quand elle doit accepter son destin et affronter le Froid Blanc au péril de sa vie, quand elle doit faire face à la pègre de Novigrad, dans ces affrontements avec la Chasse Sauvage, face à la mort de Vezemir et dans son désir de le venger et surtout quand, dans l’une des fins possibles, elle choisit de prendre sa légitime place aux côtés de son père Emhyr en tant qu’impératrice de Nilfgaard, avec toutes les lourdes conséquences que cela entraîne pour elle.

### Pouvoirs et capacités
De même que pour le sujet traité précédemment, il faut séparer les pouvoirs et les capacités de Ciri dans les livres et dans le jeu, et ce pour la même raison que précédemment mais aussi car les pouvoirs et capacités de Ciri dans The Witcher : Wild Hunt, répondent à une logique de gameplay. Et même si comme on va le voir, ils peuvent être vus comme une évolution logique des facultés et aptitudes de Ciri dans les livres, il faut tout de même en parler de manière séparée et distincts. Nous procéderons comme suit : d’abord nous verrons les capacités en combat de Ciri, en cela il faut comprendre sa technique et sa physiologie et dans un second temps, nous verrons l’étendue de ses pouvoirs. Ses capacités en combat étant similaires dans le jeu et dans les livres, il n’y aura qu’une partie traitant de ce sujet pour les deux supports. Mais la partie sur ses pouvoirs sera divisée en deux entre ceux proposés dans la saga littéraire et ceux présents et ajoutés dans le jeu.
Parlons tout d’abord des capacités en combat de Cirilla. Commençons par le début et il faut bien préciser que lorsqu’elle est princesse de Cintra, Ciri ne reçoit pas de formation au combat et il est notable qu’elle ait réussi à survivre plus ou moins seule après le sac de Cintra avant de retrouver Geralt. La saga littéraire ne nous donne pas plus d’informations concernant cette période de sa vie, et Ciri elle-même rechigne à en parler. La série de Netflix nous donnes plus d’informations concernant sa cavale, mais ce n’est pas le sujet ici. Après avoir retrouvé Geralt, Ciri et le sorceleur partent pour Kaer Morhen. Là, Geralt, secondé par Vezemir, Eskel, Lambert et Coën va former Ciri au maniement de l’épée, mais aussi va la soumettre au fameux parcourt d’obstacles qui permet aux jeunes sorceleurs d’apprendre à maîtriser parfaitement leur corps : ce parcours va tester leurs rapidités, leurs endurances, leurs résistances à la douleur, leurs forces mentales ainsi que leurs forces. Ciri maitrise parfaitement ce parcours d’obstacles et impressionne même les sorceleurs de la forteresse. Pour renforcer son corps, ils lui font boire différentes infusions : ces infusions sont loin d’être aussi poussées que la fameuse épreuve des herbes et loin d’être aussi dangereuse, mais donnent tout de même au corps humain la faculté de s’adapter plus vite aux difficultés qu'il rencontre. Le résultat impressionne d’ailleurs Triss Merigold lorsqu’elle examine Ciri. En effet, la jeune fille a beau être couverte de bleus et d’hématomes, elle ne les ressent pas et ces derniers guérissent vite. Mais aussi impressionnant le métabolisme de Ciri soit, il est loin d'être aussi incroyable que celui d’un sorceleur ayant subi l’épreuve des herbes : les mutations générées par ces épreuves rendent les tueurs de monstres surhumains : dix fois plus rapides et deux fois plus forts qu’un homme normal, ils cicatrisent aussi beaucoup plus vite, sont capables de boire des décoctions et des potions qui tueraient n’importe qui, voient dans le noir le plus total et ont des sens beaucoup plus aiguisés que quiconque : en résumé, les sorceleurs sont les machines à tuer ultimes. Ciri n'est donc pas augmentée comme peut l’être un sorceleur mais ça ne l’empêche pas d’être redoutable une épée entre les mains. Formée par Geralt, qui est sans doute l'une des plus fines lames ayant jamais foulé le continent, Ciri a atteint une technicité et une rapidité dans le maniement de son arme, qui lui permet de rivaliser avec les meilleurs : ses différents combats contre Léo Bonhart le prouvent, le mercenaire est lui-même impressionné par la jeune guerrière la première fois qu’il l’affronte. Elle n’est cependant pas la meilleure, étant donné son jeune âge, elle manque d’expérience et sans l’épreuve des herbes, elle ne pourra sans doute jamais être aussi rapide, agile et forte que l’est un sorceleur, mais il ne faut pas douter que son talent à manier l’épée l’appelle à faire partie des meilleurs.
Intéressons-nous maintenant à ses pouvoirs. Ciri est la dernière détentrice du Sang Ancien, c’est-à-dire qu’elle a la capacité de voyager entre les mondes ou, pour user d'un autre terme, elle maîtrise la faculté de se téléporter. Cette habilité n’est pas unique à Ciri, les Aén Elle sont capables de réaliser de pareil voyage à l’instar de la Chasse Sauvage. Cependant, elle est la seule à pouvoir l’utiliser de manière naturelle, sans navigateur et sur des distances gigantesques en un claquement de doigts. De plus, Ciri est une source, c’est-à-dire qu’elle a des aptitudes innées pour la magie. Cependant, une source a de très faible chance de pouvoir un jour maitriser ses pouvoirs, même avec l'entrainement adéquate. Ciri, à contrario de sa mère, elle aussi une source, apprend à maitriser ses pouvoirs au contact de Yennefer.
L’auteur Andrzej Sapkowski ne donne pas l’étendue réel des pouvoirs de Ciri, il est donc difficile de juger de sa réelle puissance mais elle a le potentiel pour devenir l’être le plus puissant de son univers.
The Witcher : Wild Hunt nous donne quant à lui plus d’informations sur les pouvoirs de Ciri, et l’utilisation qu’elle en fait. Tout d’abord comme dans les livres, elle est capable de voyager entre les mondes l’instant d’un claquement de doigts mais sa caractéristique de source est laissée de côté et n’est pas mentionné. L'ajout intéressant va être dans l’utilisation de la téléportation sur de très courte distance pendant un combat dans le cas d’une esquive, une frappe éclair et puissante sur plusieurs ennemis, la génération de projectiles énergétiques sur ses adversaires et plus simplement de déplacements extrêmement véloces. Ciri a aussi des aptitudes télékinésiques : dans le jeu, on peut la voir s’entrainer sur Undvik juste avant l’assaut final contre la Chasse. Mais là où elle laisse littéralement exploser sa puissance, c’est durant l’attaque de Kaer Morhen, juste après la mort de Vezemir, et on ne peut que constater que Ciri est effectivement d’une puissance démesurée : l’énergie qu’elle libère est telle qu’elle aurait tout simplement pu tuer tous ceux qui se trouvait dans la forteresse à ce moment, alliés comme ennemis.
Ciri dans le jeu comme dans les livres est l’une si ce n’est la personne la plus puissante de son univers, cependant d’un média à un autre, ses pouvoirs et l’utilisation qu’elle en fait change. Si dans les deux supports, elle a la capacité d’arrêter le Froid Blanc, dans la saga littéraire, l’accent est plus mis sur ses capacités à voyager extrêmement rapidement, cet aspect de ses pouvoirs est renforcé par le fait que c’est précisément pour ça qu’elle est recherchée et désirée par des personnages comme Vilgefortz. Dans le jeu, l’accent est mis sur l’utilisation de ses pouvoirs en situation de combat ainsi que sur la puissance brute que Ciri est capable de générer rendant son statut clair : dans le jeu, elle est le personnage le plus puissant de son univers.